# Gropa valenciana
Gropa valenciana és un llenç del pintor valencià Joaquim Sorolla i Bastida, exposat al Museu de Belles Arts de València (Espanya). Està pintat a l'oli sobre tela i mesura 200,5 x 187 cm. Data, segons la firma, de l’any 1906.

## Localització
L’autor de Gropa valenciana és Joaquim Sorolla i Bastida, un dels pintors espanyols més influents i importants del segle xx. La seua trajectòria artística es pot dividir en quatre etapes: etapa de formació (1863-1888), etapa de consolidació (1889-1899), etapa de culminació (1900-1910) -on es situaria aquesta Gropa valenciana- i la etapa final (1911-1920). La seua obra s'ha catalogat com impressionista, postimpressionista i luminista.
El llenç fou acabat el 28 de maig de 1906, quan Sorolla ja havia adquirit un renom europeu. Va ser feta com una primera interpretació important d'un tema que desenvoluparia en altres composición, com l'obra posterior Les meues filles Maria i Elena vestides de valencianes, conservada al Museu Nacional d’Art de Catalunya, a Barcelona. Ambdues són retrats familiars, ja que en la versió conservada a València apareixen representats els seus fills Joaquim i Maria Clotilde, mentre que en la conservada a Barcelona són retratades Maria i Elena. L’autor va pintarla versió de 1906 per a la seua primera gran exposició particular a París, a la Galeria Georges Petit, pràctica innovadora per als pintors espanyols de l’època. Hi va exposar prop de 500 obres, moltes d’elles retrats, sent una mostra que va canviar la visió cap al retrat de societat de l’època. Una de les últimes obres pintades per a aquesta exposició va ser la Gropa valenciana junt a Maria vestida de llauradora valenciana.
En l'exposició individual la Gropa Valenciana va ser comprada amb el preu més alt de totes les obres exposades i fou adquirida pel Antonio Hereen y Massá, I comte de Heeren, tot passant posteriorment al seu fill August. Durant la Guerra Civil Espanyola l’obra va ser traslladada al convent de les Descalces Reals, i durant un curt període al Museu del Prado, degut a un incendi en l’edifici. Més tard, després de la Guerra Civil, la Gropa Valenciana va ser adquirida per Fèlix Fernández-Valdés, empresari bilbaí i un dels col·leccionistes d’art més importants del segle XX a Espanya. Després va ser adquirida pel Ministeri de Cultura en 1981 per un preu de 16,5 milions, sent dipositada en el Museu de Belles Arts de València.

## Anàlisi estilística
La imatge està representada sobre un llenç quasi quadrat però se li dona importància a l’horitzontalitat. La pinzellada és pastosa amb el fons difuminat, típica de l'autor, i més acurada en el primer pla, amb colors vius i un clar domini de la teoria del color. Les ombres dels vestits estan constituïdes amb colors complementaris entre ells per crear una imatge més realista del color. Es tracta d’una obra mestra en el tractament de la llum i el color, magníficament demostrat gràcies a l'elecció del tema i la seua composició. Sorolla aprofita la riquesa dels colors que acostumen a tindre les gropes valencianes per desenvolupar un ampli ventall de tonalitats que impregna de manera completa el quadre.
Es mostren contrastos poderosos en la intensitat cromàtica, entre el color obscur del roig del cavall i la seva muntura en oposició als vestits de les dues figures. En un segon pla trobem la meitat de l’escena en penombra, creant un gran contrast en la part dreta on incideix el sol amb força, deixant veure diferents tonalitats de verd. Per poder reproduir aquest esclat de llum s'apliquen llargues pinzellades que es matissen amb tonalitats pastel en els vestits.
L’obra va ser pintada al jardí de la casa a Madrid on vivia la família, tot i que s'inspira en l’entorn de València, la seua terra natal.
Es mostren dues figures al damunt d’un cavall, vestides amb tratges tradicionals valencianas, elegants i colorits, i el cavall també es troba engalanat amb les típiques i tradicionals "aparellades". S'han identificat les figures com les dues filles de l’autor, Elena i Maria Sorolla. La primera, la més petita, vesteix amb la roba tradicional masculina coneguda com vestit de torrentí, denominació que fa referència als vestits tradicionals dels homes de Torrent quan anaven a la capital Valenciana. La vestimenta està composta per una jupa i calçó de seda de color blau clar, camisa blanca i jupetí, amb calces blanques i barret d’arboços de color rosa.
Maria, per la seua banda, està vestida amb roba inspirada en la moda femenina del segle XIX, amb un vestit de llauradora valenciana compost de seda i cosset, ambdós amb motius florals, fet que ens recorda la importància del comerç d’aquest teixit en l’Horta en l’època en què es va realitzar l’obra. Porta els cabells recollits amb el pentinat tradicional de monyet al tos amb pinta alta i rodets amb pintes i arracades.
El cavall, situat com a escorç, porta gualdrapes decorades amb borles que conformen el mantell o llomera sobre el que munten els fills de Sorolla.

## Aproximació al significat
Gropa Valenciana fa referència a l’expressió “muntar a la gropa”, una tradició festiva que en què una parella d’home i dona munta a cavall per a participar en una romeria o cavalcada. La gropa, anatòmicament, és la part posterior d’un animal, just en el final de la seva esquena, abans que comenci la cua. En la gropa, l’home es troba assegut en la part davantera portant les regnes de l’animal i darrere seu la dona se situa sobre les anques de la muntura, amb les dues cames juntes a un costat, mentre amb una mà es sosté del genet. Tant el cavall com la parella es troben ricament vestits, amb una indumentària tradicional que recorda aquella dels segles XVIII i XIX posteriors.
Aquesta manera de muntar es duia a terme en cavalcades festives en les principals festivitats de la ciutat de València encara que també es duia a terme aquesta tradició en altres llocs de la península Ibèrica.